# ドゥドゥ (アッカド王)

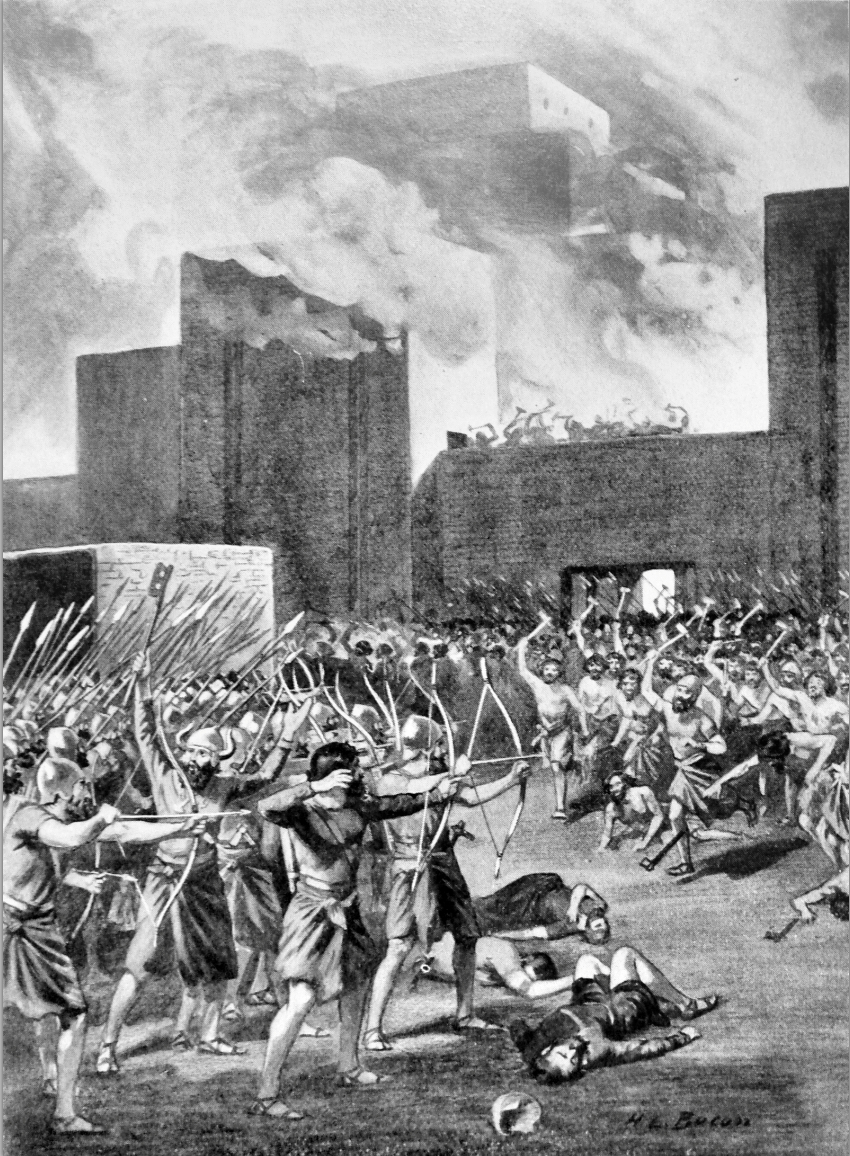
ドゥドゥの支配は、アッカド帝国の弱体化と、グティ王朝との争いが増加した時期に重なる。19世紀に描かれたイラスト。

ドゥドゥ（シュメール語: 𒁺𒁺, du-du、在位：紀元前2189年 - 紀元前2169年）は、アッカド帝国の王。シュメール王名表によると、アッカド帝国を21年間統治したとされている。
彼はシャル・カリ・シャッリ王の死後3年間続いた権力争いの時代に王となった。王名表にはその時代に権力を争い合った4人についても記録されている。その時代の彼らについての記録はほとんど現存していないが、少数の碑文によって確認する限り、ドゥドゥの支配領域は首都アッカドだけに及んでいた可能性がある。王に関する碑文は単に彼を「アッカドの王」と記している。
"Dudu the mighty, king of Agade: Amar-šuba the scribe (is) his servant."—Seal inscription of Amar-šuba.
彼はまたギルスやウンマ、メルトを含む南部アッカドに対し戦役を行ったようである。ドゥドゥはギルスの近縁の都市ウンマに対し戦役を行ったと言われている。碑文の1つに、彼による都市ギルスの破壊が記されている。
"To {d}inanna Ištar, Dudu, king of Agade, when Girsu he smote, from the booty of Girsu he dedicated it."—Nippur fragment of Dudu.
ドゥドゥはまたエラムに対しても戦役を行った可能性があるが、彼の年号の1つの、疑わしい解釈にのみ基づいており、確たる証拠はない。この時代はこれまでのアッカド王と異なり、特定の年号が存在していないため、ドゥドゥの統治期間がそれほど長期間にわたっていたとは考えられないとされている。
2000年よりルーブル美術館に展示されている1つのアラバスターの花瓶には、以下のような記述が存在する。

𒁺𒁺  𒁕𒈝  𒈗 𒀀𒂵𒉈𒆠  𒀀𒈾 𒀭𒊊𒀕𒃲 𒀀𒉈𒀝𒆠 𒀀𒈬𒊒

du-du da-num lugal a-ga-de3{ki} a-na {d}ne3-iri11-gal a-pi5-ak{ki} a mu-ru

"Dudu, the Great king of Akkad, for Nergal of Apiak has dedicated this"—Vase of Dudu, King of Akkad, circa 2170 BCE. Louvre Museum, AO 31549
グティ人の侵入により、不安定だったアッカド帝国はかなり急速に崩壊を迎えた。またイルル（混乱期に王位をめぐり争った4人の王のうちの一人）は、彼自身がグティ王朝の王だったという見解もある。この時期以降、アガデはそれほど重要な
存在ではなくなったという。
ドゥドゥの後継者であるシュ・トゥルルはアッカド帝国最後の王である。

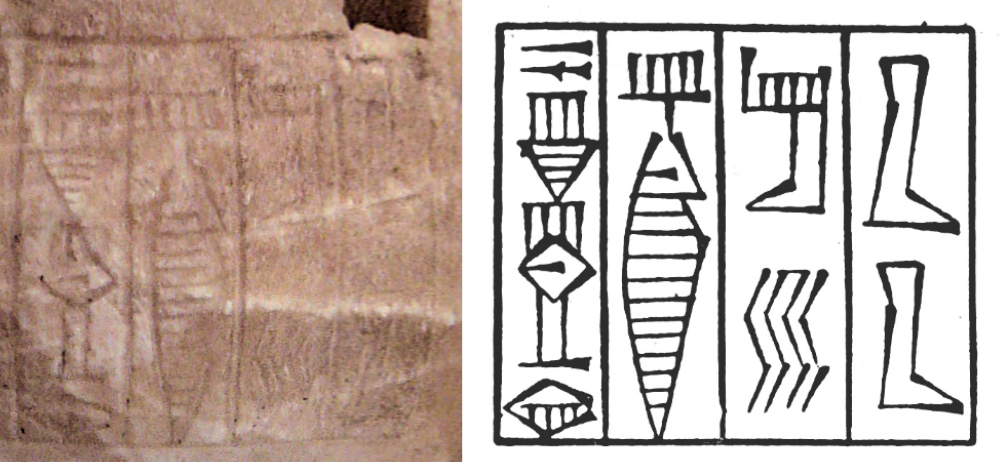
"ドゥドゥ、アッカドの偉大なる王" (𒁺𒁺  𒁕𒈝  𒈗 𒀀𒂵𒉈𒆠, Du-du da-num lugal a-ga-de3(ki)) ドゥドゥのアラバスターの花瓶より。
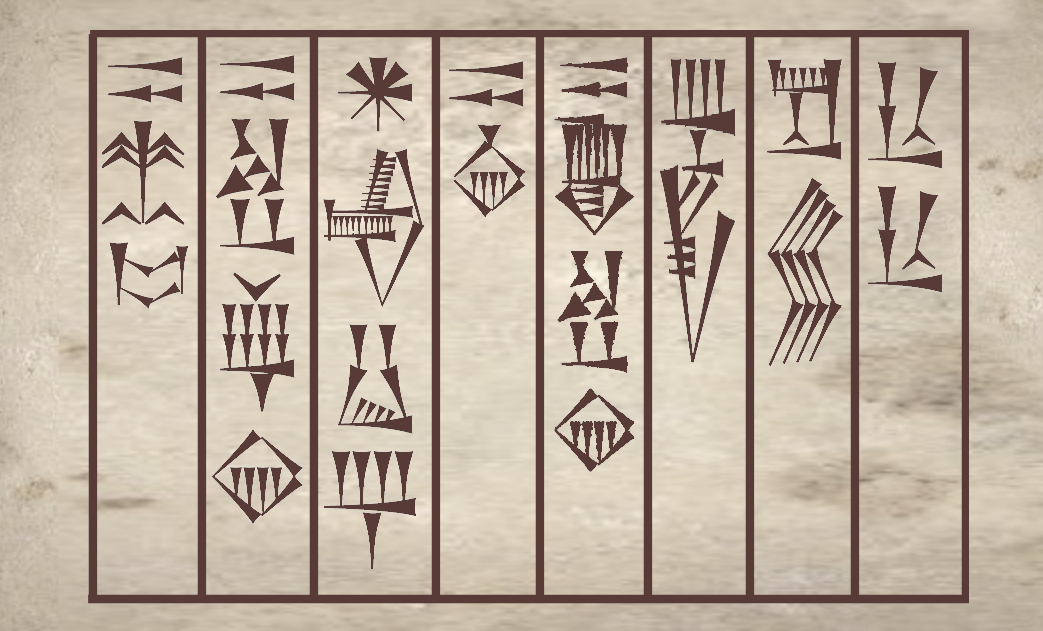
アガデの王ドゥドゥ、完全なアラバスターの花瓶に記されていた楔形文字（標準アッカド語楔形文字による転写）[15]。